# Thracia devexa
Thracia devexa is een tweekleppigensoort uit de familie van de Thraciidae. De wetenschappelijke naam van de soort werd in 1878 voor het eerst geldig gepubliceerd door Georg Ossian Sars.